# Dolenje Skopice
Dolenje Skopice é uma vila localizada no município de Brežice na Eslovênia. Possuía uma população estimada de 196 habitantes em 2020.